# 삼성 갤럭시 노트 3 네오
삼성 갤럭시 노트3 네오(Samsung Galaxy Note3 Neo)는 삼성전자에서 제조/판매하는 안드로이드 패블릿 스마트폰이다.
2014년 1월 30일 공개되어, N750/7502/7505 모델은 2014년 3월 1일, N7507 모델은 2014년 4월에 출시했다.

## 연혁
- 2014년 1월 31일 : 제품 공개[3][3]
- 2014년 2월 23 ~ 27일 : 모바일 월드 콩그레스(MWC) 2014에서 전시[6]
- 2014년 3월 1일 : N750/7502/7505 모델 출시[5]
- 2014년 4월 21일 : 대한민국 모델(N750S/N750K/N750L)에 대한 4.4.2 킷캣 업그레이드 실시[7]
- 2015년 10월 26일 : 대한민국 모델(N750S/N750K/N750L)에 대한 5.1.1 롤리팝 업그레이드 실시

## S 펜
전작보다 개선된 S펜은 펜으로 더 다양한 작업을 할 수 있게 하며, 펜촉은 교환할 수 있다. 기능으로는 에어 커맨드 등이 있다.

## CPU
big.LITTLE 기술이 적용된 삼성전자 엑시노스 5 헥사 (5260)가 사용되었다.
클러스터간 이동(Cluster Migration) 외에도 인커널 스위처 (In Kernel Switcher)와 다른 기종간 다중 처리(Heterogeneous Multi Processing)를 지원하여 상황에 따라 CPU를 1~6개까지 작동시킬수 있게 되어, big.LITTLE을 완벽하게 지원한다.
또한 갤럭시노트3 보다는 약간 작다.
- 한국 제품은 2.3Ghz 퀄컴 스냅드래곤 800 쿼드코어를 탑재했다.

## 색상
- 제트 블랙
- 클래식 화이트
- 글램 레드
- 핑크

## 변형 기종

### 대한민국SM-N750S/K/L
AP는 퀄컴 스냅드래곤 800 MSM8974AA로 변경되었으며, LTE 어드밴스트를 지원한다.

### 중국

#### SM-N7506V
차이나 유니콤/텔레콤을 통해 출시되었으며, LTE-TDD를 지원한다.

#### SM-N7508V
차이나모바일을 통해 출시되었으며, TD-SCDMA, LTE-TDD를 지원한다.

#### SM-N7509V
차이나 텔레콤을 통해 출시되었으며, CDMA 2000, LTE-TDD를 지원한다.

## 운영 체제/소프트웨어

### 안드로이드 4.3 젤리빈
안드로이드 OS 4.3 젤리빈을 탑재하여 출시했다

### 특수 기능
- 에어 커멘드 : S펜을 뽑거나 S펜 버튼을 누르면 에어 커멘드가 실행되어 다음 5가지 S펜 기능을 실행할 수 있다.

- 액션 메모 : 손글씨로 메모한 전화번호, 이메일, 주소 등을 인식하여 이를 캡처하여 바로 전화기능이나 지도검색 등으로 이용할 수 있다.

- 스크랩북 : 스크랩하고 싶은 부분을 S펜으로 마크하여 휴대전화에 저장할 수 있다.

- 캡처 후 쓰기 : 캡처한 이미지 위에 S펜으로 메모를 하여 다른 사람과 공유를 하거나 저장할 수 있다.

- S 파인더 : S펜 파인더를 통해 인터넷, 앱, 사진, 손글씨, 심볼, 기능, 도움말을 통합검색할 수 있다.

- 펜 윈도우 : 본래의 위치에서 벗어나지 않고도 S펜으로 도형이나 선을 그리기만 하면 또 다른 앱을 동시에 실행할 수 있다.

- 펜 인풋 : S펜으로 쓴 필체를 캡처하여 메시지, S플래너, 알람 및 전화기능에서 키보드 없이도 사용할 수 있다.

- 이지 클립 : 원하는 부분만 S펜으로 캡처하여 저장할 수 있다.

- 이지 차트 : 이지 차트 기능을 통해 쉽게 차트를 그릴 수 있다.

- 핸드 라이팅 : S펜으로 쓴 글을 캡처하여 캡처 부분의 크기, 위치 등을 변형시킬 수 있다.

- 멀티 윈도우 : 화면을 두 개의 창으로 띄어 서로 다른 앱을 동시에 실행할 수 있고 한 창에서 캡처한 글씨, 사진, 동영상 등을 드래그하여 다른 창으로 붙여 넣을 수 있다.

- 마이 매거진 : 다양한 컨텐츠들을 주제별로 정리하여 한 눈에 모아 볼 수 있다.

### 안드로이드 4.4.2 킷캣
2014년 4월 21일 대한민국 모델, 2014년 8월 20일 N750 모델, 2014년 9월 N7505 모델에 대한 4.4.2 킷캣 업그레이드가 시작되었다.

### 안드로이드 5.1.1 롤리팝
2015년 10월 26일 대한민국 모델에 대한 5.1.1 롤리팝 업그레이드가 실시되었다.

그외에도 다음 사항이 적용되었다.
- 기본 UI 변경 (블랙 → 화이트)
- 스마트 매니저 애플리케이션 추가
- 터치위즈 네이처 UX 3.0 적용
- 배터리 효율 증가
- 기본 애플리케이션 업데이트
- 보안성 강화

## 같이 보기
- 삼성 갤럭시 노트2
- 삼성 갤럭시 노트3